# Tamy Glauser
Tamy Glauser (* 2. Januar 1985 in Paris) ist ein Schweizer Model, das für seinen androgynen Look bekannt ist.

## Leben
Glausers Mutter, eine Halbnigerianierin, arbeitete als Mannequin in Paris und in den Vereinigten Staaten. Glauser wuchs bei den Pflegeeltern Charlotte und Heinz Winzenried in Stettlen bei Bern auf. Den Schweizer Vater lernte Glauser erst mit 17 Jahren kennen. Der Grossvater väterlicherseits ist der Historiker und SVP-Politiker Walther Hofer.
Mit 21 Jahren ging Glauser nach New York und studierte vier Semester Soziologie. Mit 27 Jahren brach Glauser das Studium ab und begann, als Model zu arbeiten. Glauser arbeitet sowohl als weibliches wie auch als männliches Model. 2021 outete sich Glauser als nicht-binär und gab an, für sich keine geschlechtsspezifischen Pronomen verwenden zu wollen. Seit 2012 hat Glauser unter anderem für Westwood, Gaultier und Givenchy gearbeitet. Glauser tritt für die gleichgeschlechtliche Ehe ein. Im November 2018 erschien Glausers Autobiografie in Buchform.
Im Jahre 2019 wurde Tamy Glauser für die Wahl in den Nationalrat durch die Grüne Partei nominiert, zog jedoch die Kandidatur noch vor Beginn der Wahlen zurück.
Tamy Glauser wohnt seit 2020 in Winterthur.

## Autobiografie
- mit Simone Kosog: Tamy. Das, was ich bin, kannte ich nicht. Werd & Weber, Thun 2018, ISBN 978-3-85932-938-6.